# Capcom vs. SNK 2: Mark of the Millennium 2001
Capcom vs. SNK 2: Mark of the Millennium 2001, là một trò chơi điện tử đối kháng sản xuất bởi Capcom. Tiếp nối phần trước, Capcom vs. SNK, trò chơi này được phát hành lần đầu trên hệ máy NAOMI. Sau này nó còn được phát triển trên hệ Dreamcast của Sega và PlayStation 2.

## Cách chơi
Capcom vs. SNK 2 bao gồm các nhân vật thuộc sở hữu của Capcom và SNK, chủ yếu là từ hai trò chơi Street Fighter và The King of Fighters. Một điểm đặc biệt là không giống như trò chơi trước, Capcom vs. SNK 2 không còn sử dụng hệ thống "tỷ lệ".
Trong khi trò chơi đầu tiên sử dụng hệ thống 4 nút của SNK thi trò chơi này lại sử dụng hệ thống 6 nút, gồm 3 nút đá và 3 nút đấm, tương tự như trong loạt Street Fighter.

## Nhân vật

### Capcom
- Akuma
- Balrog
- Blanka
- Cammy
- Chun-Li
- Dan
- Dhalsim
- Eagle
- Edmond Honda
- Guile
- Ken
- Rival Schools
- M. Bison
- Maki
- Morrigan Aensland
- Rolento Schugerg
- Evil Ryu
- Ryu
- Sagat
- Sakura
- Vega
- Yun
- Zangief
- Shin Akuma

### SNK
- Athena Asamiya
- Benimaru Nikaido
- Chang Koehan và Choi Bounge
- Geese Howard
- Haohmaru
- Iori Yagami
- Orochi Iori
- Joe Higashi
- Kim Kaphwan
- King
- Kyo Kusanagi
- Hibiki Takane
- Mai Shiranui
- Nakoruru
- Raiden
- Rock Howard
- Rugal Bernstein
- Ryo Sakazaki
- Ryuhaku Todoh
- Ryuji Yamazaki
- Terry Bogard
- Vice
- Yuri Sakazaki
- Ultimate Rugal